# 南小薄孔菌属
南小薄孔菌属（学名：Austeria）是刺孢齿耳菌科下的一个属。

## 下属物种
本属包括以下物种：
- 黄毛南小薄孔菌 Austeria citrea (Berk.) Miettinen